# André Calmettes (cineasta)
André Calmettes (Paris, 18 de agosto de 1861 – Paris, 14 de março de 1942) foi um cineasta francês de cinema curta-metragem mudo, tais como: L'Assassinat Du Duc De Guise (1908) e Héliogable (1909).

## Biografia
Após vinte anos como ator de teatro, ingressou na sociedade Le Film d'Art, fundada em 1908 pelo romancista e editor Paul Lafitte a pedido das Sociétaires da Comédie-Française.
Nesse mesmo ano, incomodado com o barulho dos espectadores, sugeriu que os filmes tivessem acompanhamento musical. Um dos primeiros compositores a produzir música especialmente projetada para um filme foi Camille Saint-Saëns, que arranjou uma trilha para piano para O assassinato do duque de Guise, de Calmette. Originalmente, a música era tocada no teatro, mas Calmette mais tarde encontrou uma maneira de colocar os músicos atrás da tela e sincronizar sua execução com o filme.
Nos três anos de 1909 a 1912, ele deu um toque mais teatral ao seu trabalho ao escalar atores famosos como Sarah Bernhardt, Réjane e Mounet-Sully para fazer adaptações de obras literárias clássicas, francesas e inglesas.
Depois de 1913, ele próprio voltou ao palco. Ele apareceu em um filme, Le Petit Chose, de André Hugon.

## Filmografia parcial
- L'Assassinat du duc de Guise (1908)
- La Tosca (1908)
- Macbeth (1909)
- Madame Sans-Gêne (1911) (Fontes discordam quanto ao fato de o diretor ser Calmettes,[2] Henri Desfontaines[3] ou ambos.[4])
- The Lady of the Camellias (1911)
- Richard III (1912)
- The Little Thing (1923)